# 大清銀行
大清銀行（だいしんぎんこう、中国語:大清银行、拼音:Dàqīng Yínháng、英語:Da-Qing Bank）は、1905年に設立された中国最初の中央銀行。清朝の通貨システムの統一を目的として紙幣を発行した。辛亥革命発生後に大清銀行は解体され、1912年に中国銀行がその役割を引き継ぐために設立された。

## 名称
1905年から1908年までの正式な名称は大清戶部銀行であり、英語では「Hubu Bank」や「Hupu Bank」と表記された。

## 歴史
清朝末期には、国立銀行の設立をめぐる議論が活発化した。彭述は、銀行が常に「触れることのできる」現金（現金準備）を十分に保持することを主張した。帝国内の各地で大量に発行されていた私札を制限するため、印花税（印紙税）の導入が提案された。改革派の梁啓超は、清朝政府が欧米や日本にならい、銀本位制から金本位制へ移行し、中国の通貨を統一するとともに、金属準備を1/3とする政府保証の銀行券を発行すべきであると主張した。
1904年、度支部（財政省に相当）は中央銀行の設立を正式に認可した。その主な目的は、紙幣を発行することで政府の財政赤字を補填することであった。
大清銀行は1905年9月27日（光緒31年）に北京で最初の店舗を開設した。この銀行は中央銀行と商業銀行の二重の性格を持っていた。
紙幣の製造は北洋報局に委託された。1906年、清朝政府は日本に留学生を派遣し、最新の印刷技術を学ばせた。これは、上海商務印書館において度支部の銀行手形を印刷することを目的としたものであった。
大清銀行は、上海の漢口路3–5番地に支店を開設した。さらに、1907年には済南にも支店が設立された。